# Високово (Орловський район)
Високо́во (рос. Высоково) — присілок у складі Орловського району Кіровської області, Росія. Входить до складу Орловського сільського поселення.
Населення становить 82 особи (2010, 135 у 2002).
Національний склад станом на 2002 рік — росіяни 94 %.